# Liste der Monuments historiques in Dambach (Bas-Rhin)
Die Liste der Monuments historiques in Dambach führt die Monuments historiques in der französischen Gemeinde Dambach auf.

## Liste der Bauwerke
| Bezeichnung    | Beschreibung                                                   | Standort                     | Kennzeichnung | Schutzstatus | Datum | Bild           |
| -------------- | -------------------------------------------------------------- | ---------------------------- | ------------- | ------------ | ----- | -------------- |
| Burg Hohenfels | 1293 erstmals urkundlich erwähnt, 1423, 1525 und 1679 zerstört | westlich des Ortes (Lage)    | PA00084671    | Inscrit      | 1985  | weitere Bilder |
| Burg Wineck    | Ende des 13. Jahrhunderts erbaut, vermutlich 1680 zerstört     | östlich des Ortes (Lage)     | PA00084672    | Inscrit      | 1985  | weitere Bilder |
| Burg Schöneck  | im 13. Jahrhundert erbaut, 1680 zerstört                       | nordöstlich des Ortes (Lage) | PA00084673    | Inscrit      | 1984  | weitere Bilder |